# گلزارمگس‌واران
گلزارمگس‌واران (نام علمی: Syrphoidea) نام یک بالاخانواده از فروراسته مگس‌خانگی‌ریختان است.